# 下ノ江村
下ノ江村（したのえむら）は、大分県北海部郡にあった村。現在の臼杵市の一部にあたる。

## 地理
臼杵湾に面していた。
- 河川：下ノ江川[2]
- 山岳：白石山[3]

## 歴史
- 1889年（明治22年）4月1日、町村制の施行により、北海部郡下ノ江村、田井村、大野村が合併して村制施行し、下ノ江村が発足[1][2]。旧村名を継承した下ノ江、田井、大野の3大字を編成[2]。
- 1943年（昭和18年）下ノ江港の護岸・埋立工事を実施[2]。
- 1954年（昭和29年）3月31日、臼杵市に編入され廃止[1][2]。

## 産業
- 農業、漁業[2]
- 1943年、東九州造船下ノ江工場建設[2]

## 交通

### 鉄道
- 1915年（大正4年）国有鉄道佐伯線（現日豊本線）幸崎～臼杵間開通し下ノ江駅開設[3]。

### 港湾
- 下ノ江港[2]